# Calliostoma fascinans
Calliostoma fascinans är en snäckart som beskrevs av Jeanne Sanderson Schwengel och McGinty 1942. Calliostoma fascinans ingår i släktet Calliostoma och familjen Calliostomatidae. Inga underarter finns listade i Catalogue of Life.